# Иоганн I Остфрисландский
Иоганн I Остфрисландский (нем. Johann I von Ostfriesland; 1506 — 6 июня 1572) — государственный деятель Священной Римской империи и Испанской империи.

## Биография
Третий сын Эдцарда I Великого, графа Остфрисландии, и графини Элизабет фон Ритберг.
Его отец установил в своем государстве примогенитуру, поэтому Иоганну, несмотря на его значительные амбиции, пришлось признать власть своего старшего брата Энно II. Оставшись католиком, он поступил на императорскую службу, и присутствовал на коронации Карла V папой Климентом VII в Болонье. Больших успехов он не добился, вернулся домой и поддерживал своего брата в Гелдернской войне и проведении Реформации.
В 1539 году он женился на внебрачной дочери императора Максимилиана I. В качестве отступного за Остфрисландию он потребовал у своего брата графа Энно II 100000 гульденов. Также он привлек брата к попытке восстановить в графстве католицизм. После смерти Энно II в 1540 году он вел себя как хозяин страны, проживал в Эмдене и объявил себя опекуном несовершеннолетних племянников и племянниц.
В 1543 году Карл V реформировал управление Нидерландами после подчинения герцога Вильгельма Клевского, назначив Иоганна генерал-губернатором Лимбурга, Фалькенбурга, Далема и области за Маасом. Иоганн переехал в замок Фалькенбург недалеко от Маастрихта, сделав его своей резиденцией, из-за чего его часто называли графом фон Фалькенбургом, и больше не вмешивался в дела Остфрисландии.
В 1556 году на капитуле в Антверпене принят Филиппом II в рыцари ордена Золотого руна.

## Семья
Жена (11.11.1539): Доротея Австрийская (1516—1572), владетельница Фалькенбурга, Дюрбюи и Халема, незаконнорожденная дочь императора Максимилиана I
Дети:
- Максимилиан (1542 — 1600), владетель Фалькенбурга, Дюрбюи и Халема. Жена (14.09.1564): Барб де Лален (ум. 15.11.1610), дочь Филиппа I де Лалена, графа ван Хогстратена, и Анны фон Ренненберг
- Анна. Муж: Йодокус ван Бронкхорст, граф фон Гронсфельд в Лимбурге (ум. 1588/89)